# Transferverpleegkundige
Een transferverpleegkundige of liaisonverpleegkundige is een verpleegkundige met een vervolgopleiding die verantwoordelijk is voor de nazorg van een patiënt die vanuit een gezondheidsinstelling met ontslag gaat, waarvoor thuiszorg hulpmiddelen geregeld moet worden of naar een andere zorginstelling overgeplaatst wordt. In Nederland werkt om die reden een transferverpleegkundige goed samen met het CIZ en weet daarom de juiste weg te bewandelen om indicaties aan te kunnen vragen.

## Functie

### Werkveld
Een transferverpleegkundige kan in verschillende gezondheidsinstellingen werken zoals een ziekenhuis, verpleeghuis en verzorgingshuis. Een transferverpleegkundige heeft in de desbetreffende instelling zijn eigen kantoor om zijn werkzaamheden uit te kunnen voeren.

### Taken
Voorbeelden van taken van de transferverpleegkundige:
- het aanvragen van indicaties.
- het voorlichten van de patiënt en eventueel zijn familie over de vooruitgang van de aanvraag en de eventuele financiële zaken zoals eigen bijdrage die een rol kunnen spelen.
- Indien de indicatie goedgekeurd is, moet de transferverpleegkundige contact opnemen met de desbetreffende instelling (zoals verpleeghuis) of organisatie (zoals thuiszorg).
- regelmatig contact opnemen met de verpleegafdeling over de stand van zaken over de desbetreffende patiënt.

## Voorbeelden van indicaties
Een aantal voorbeelden van indicaties die een transferverpleegkundige regelt is:
- Een patiënt komt in het ziekenhuis na een dwarslaesie en kan hierdoor niet naar huis en moet naar het verpleeghuis. Een transferverpleegkundige zal dus een indicatie gaan aanvragen en een plek in een verpleeghuis gaan zoeken.
- Een patiënt met COPD gaat vanuit het ziekenhuis met ontslag en er moet thuis voor de zorgvrager zuurstof aanwezig zijn. Ook hierbij zal de transferverpleegkundige een indicatie aanvragen en een afspraak maken met een bedrijf dat thuis zuurstof levert.
- Een patiënt mag vanuit het verpleeghuis na een revalidatie naar huis. Er moet voor de patiënt een rollator en douchestoel voor thuisgebruik geregeld worden.
- Een indicatie is altijd tijdelijk. Wanneer deze verloopt, moet een transferverpleegkundige een indicatieverlening aanvragen.

In Nederland zijn de transferverpleegkundige en de huisarts de enigen die ook zorg met spoed bij het CIZ aan kunnen vragen.

## Opleiding

### Nederland
In Nederland duurt de opleiding tot transferverpleegkundige circa één jaar en is op Hbo-niveau te volgen. Om toegelaten te kunnen worden dient men de beschikken over een diploma verpleegkunde.
Lijst van verpleegkundige specialisaties · portaal · afbeeldingen